# Diego Herrera (futbolista)
Diego Herrera Larrea (Quito, Ecuador, 20 de abril de 1969 - ) es un ex-delantero ecuatoriano. Actualmente es Agente FIFA de jugadores.

## Trayectoria
Conocido como el ‘Diegol’, debutó en 1985 con Liga de Quito. Con el cuadro 'albo' jugó ocho temporadas, hasta 1996, obteniendo el Campeonato Ecuatoriano de Fútbol 1990 y marcando 55 goles. En 1993 fue máximo anotador de la Serie A de Ecuador con 18 goles. Pasó a Barcelona en 1994. En El Nacional jugó de 1997 hasta 2002, año en el que decide retirarse. Con los 'puros criollos' marca 56 goles. Su mayor error fue dejar a LDU, su equipo de formación, quedando fuera su oportunidad de alzar al menos una vez un campeonato como jugador titular en 1998 y 1999.

## Clubes
| Club        | País    | Año       |
| ----------- | ------- | --------- |
| LDU         | Ecuador | 1985-1993 |
| Barcelona   | Ecuador | 1994      |
| LDU         | Ecuador | 1995-1996 |
| El Nacional | Ecuador | 1997-2002 |

## Selección nacional
Fue internacional con la Selección de fútbol de Ecuador en 11 ocasiones.

### Participaciones enEliminatorias al Mundial
| Eliminatoria                                | Sede del Mundial      | Posición      | Resultado   | PJ | GA | Asis |
| ------------------------------------------- | --------------------- | ------------- | ----------- | -- | -- | ---- |
| Eliminatorias Mundial de Corea y Japón 2002 | Corea del Sur y Japón | 2°lugar 31pts | Clasificado | 1  | 0  | 0    |

### Participaciones enCopas América
| Torneo            | Sede    | Resultado      | PJ | GA | Asis |
| ----------------- | ------- | -------------- | -- | -- | ---- |
| Copa América 1995 | Uruguay | Fase de grupos | 1  | 0  | 0    |

## Palmarés

### Campeonatos nacionales
| Título             | Club | País    | Año  |
| ------------------ | ---- | ------- | ---- |
| Serie A de Ecuador | LDU  | Ecuador | 1990 |

### Distinciones individuales
| Distinción                          | Año  |
| ----------------------------------- | ---- |
| Goleador del Campeonato Ecuatoriano | 1993 |